# Cloned (film 2012)
Cloned (Cloned: The Recreator Chronicles) è un film di fantascienza del 2012, scritto e diretto da Gregory Orr.

## Trama
Tracy, una ragazza che frequenta il college, trascorre una vacanza con due coetanei: il fidanzato Craig e l'amico Derek. I tre campeggiano su una spiaggia ma un violento temporale notturno li convince a intrufolarsi in una villa lì vicino, nella quale non c'è nessuno. Di mattina i due proprietari, Frank ed Elizabeth, fanno ritorno e i ragazzi cercano di fuggire, incappando in due cadaveri nascosti in cantina. Frank ed Elizabeth fermano i ragazzi e li costringono a seppellire i corpi, che si rivelano essere identici a quelli della coppia. I ragazzi fuggono nuovamente quando capiscono che la coppia si appresta a uccidere anche loro, ma vengono subito raggiunti, e riescono a salvarsi solo grazie all'intervento di tre cloni corrispondenti a loro stessi, che uccidono Frank ed Elizabeth, o meglio i due cloni corrispondenti ai proprietari della villa. Tracy, Craig e Derek tornano quindi nella villa, dove li raggiungono i loro tre cloni, ma la convivenza con questi si profila difficile.